# Uroleucon hymenocephali
Uroleucon hymenocephali (лат.) — вид полужесткокрылых насекомых рода Uroleucon семейства настоящих тлей (Aphididae). Впервые описан
энтомологами А. Резвани и Г. Лампелем в 1987 году, вместе с родственным видом Uroleucon tortuosissimae.

## Ареал
Эндемик Ирана.

## Описание
Тело длиной 2,6—3,2 мм, матового серо-коричневого цвета. Цвет лапок от тёмно-коричневого до черноватого.
Питаются соками растения Hymenocephalus rigidus Jaub. & Spach.